# Carlos Chamorro (taekwondo)
Carlos Chamorro (4 de abril de 1975) es un deportista sueco que compitió en taekwondo. Ganó una medalla de bronce en el Campeonato Mundial de Taekwondo de 1995 y una medalla de bronce en el Campeonato Europeo de Taekwondo de 1996.

## Palmarés internacional
| Campeonato Mundial | Campeonato Mundial   | Campeonato Mundial | Campeonato Mundial |
| Año                | Lugar                | Medalla            | Categoría          |
| ------------------ | -------------------- | ------------------ | ------------------ |
| 1995               | Manila (Filipinas)   | Medalla de bronce  | –50 kg             |
| Campeonato Europeo |                      |                    |                    |
| Año                | Lugar                | Medalla            | Categoría          |
| 1996               | Helsinki (Finlandia) | Medalla de bronce  | –50 kg             |